# Шапкино (Ивановская область)
Ша́пкино — село в Горячевском сельском поселении Савинского района Ивановской области. Расположено в южной части района в 25 км к востоку от районного центра Савино. Население — 28 жителей, общее количество домов — 44.
На южной околице села проходит граница Государственного природного заказника «Клязьминский».

## История
По писцовой книге Суздальского уезда 1628—1630 годов Шапкино (в то время называлось Васильевское, Ивановское тож) было приписано к 	Стародуб-Ряполовскому стану Суздальского уезда и состояло из двух крестьянских дворов, одного владельческого двора, трёх церковных дворов.
В первой половине XVII столетия Шапкино было вотчиной князей Мезецких: одна треть села принадлежала князю Фоме Дмитриевичу Мезецкому и две трети села вдовой княгине Анне Ивановне Мезецкой (Внуковой). В 1644 году князь Фома Мезецкий свою вотчину заложил за 1500 рублей князю Ивану Андреевичу Голицыну сроком на один год, а княгиня Анна Ивановна свои две трети села в 1646 году продала Троице-Сергиеву монастырю; в конце столетия всё село принадлежало монастырю и во владении его оставалось до 1764 года.
С 1886 года в селе в собственном помещении действовала церковно-приходская школа.
До 1918 года село входило в состав Ковровского уезда Владимирской губернии, с 20 июня 1918 года — Шуйского округа Иваново-Вознесенской губернии, с 14 января 1929 года — Владимирского округа Ивановской промышленной области. С 1935 года — в составе Савинского района Ивановской области.

## Население
| 1859 | 1905 |
| ---- | ---- |
| 451  | 514  |

| 1859 | 1905 | 2010 |
| ---- | ---- | ---- |
| 451  | ↗514 | ↘27  |

## Славные земляки
- святитель Макарий (в миру Михаил Андреевич Невский (Парвицкий)), митрополит Московский и Коломенский (1912—1917), митрополит Алтайский (1920—1926), «апостол Алтая» — родился в Шапкине в 1835 году. Посещал родное село в 1913 году в сане митрополита[9].

## Достопримечательности
Церковь Рождества Богородицы, конец XVIII — середина XIX века. Расположена посреди села на кладбище, прямоугольная территория которого вытянута с запада на восток. Ограда 1-й половины XIX века включает сторожку и часовенку, которая играет роль угловой башни. К югу от церкви сохранились белокаменные и гранитные надгробия.
В 1928 по 1929 год священником церкви Рождества Богородицы служил Зосима Пепенин, расстрелянный 2 ноября 1937 года за «антисоветскую монархическую агитацию» и в 2000 году причисленный к лику святых новомучеников и исповедников Российских для общецерковного почитания деянием Юбилейного Архиерейского собора Русской православной церкви.